# Critica televisiva
Critica televisiva è il termine che definisce il genere letterario specifico della critica concernente lo scrivere o il parlare riguardo alla programmazione della televisione, con l'espressione sostanziale di una valutazione di merito sulla qualità o il significato - o gli aspetti correlati - delle singole produzioni proposte da questo medium.
Per molti versi similare alla critica cinematografica, e sorta di fatto con la nascita stessa della televisione, questa forma di critica viene sviluppata essenzialmente su giornali quotidiani o in talk show radiofonici e televisivi, ma anche in libri specializzati o pubblicazioni periodiche.
A questa attività spesso hanno contribuito e contribuiscono scrittori e saggisti di vaglia la cui attività si esplica tendenzialmente su linee che esulano lo specifico televisivo (tre su tutti: Giovanni Cesareo, studioso della materia; Umberto Eco, autore di una celebre Fenomenologia di Mike Bongiorno, ritenuto uno dei primi esempi di critica televisiva; e Giovanni Guareschi che, sorta di precursore dei critici televisivi, è stato per quattro anni curatore di una rubrica intitolata Telecorrierino delle famiglie e ospitata sul settimanale Oggi Illustrato).

## Analisi ed estetica
Secondo l'Enciclopedia della televisione curata da Aldo Grasso (uno dei maggiori critici televisivi italiani) - che vi dedica un apposito lemma - "il cruccio della critica televisiva nasce da una difficoltà logica insolubile: il sostantivo si riferisce a un'attività che normalmente si esercita nel campo dell'estetica: l'aggettivo indica invece la presenza di un corpo, di una materia, che sembra aver perduto ogni connotazione estetica e che, anzi, viene assimilato alla 'spazzatura' con sempre maggiore frequenza. Difficile stabilire su quali criteri si fondi".
Conseguentemente, se si dà credito alle parole di Achille Campanile - secondo il quale "grande critico è colui che trasforma lo spettatore in palcoscenico e lo schermo in un incontro di humour, estro, invenzione", chi esercita una buona critica - secondo l'opera di Grasso - "è colui che usa il programma televisivo come un attivatore dell'immaginazione e dell'intelligenza, che conosce metodi di analisi, ma non li esplicita, che sa assumere posizioni etiche", e, soprattutto, pur sapendo come si costruisce un programma televisivo, non appare in tv salvo cavi sporadici e, comunque, motivati da eccezionalità.
Occupandosi di un settore spesso autoreferenziale, la critica televisiva ha contribuito, in Italia come all'estero, a creare dei personaggi la cui notorietà è talvolta andata oltre quella di puri e semplici critici (è il caso dell'uomo di cultura Beniamino Placido), fino a giungere a casi di parodia, come accaduto a Claudia Vinciguerra (1923-2010) divenuta personaggio televisivo a tutto tondo e, in quanto tale, spesso al centro di gag comiche di intrattenitori televisivi.

## Epoche della critica televisiva
Lo svilupparsi della critica televisiva può essere distinto - limitatamente all'esperienza italiana - in tre epoche, o ere, differenti:
- Una prima epoca pionieristica che va dalla seconda metà degli anni cinquanta, ovvero dalla nascita della televisione, agli inizi degli anni ottanta; personalità della critica di quest'epoca sono state Ugo Buzzolan, unanimemente considerato l'inventore della critica tv italiana[4], Luciano Bianciardi, Achille Campanile, Ivano Cipriani, Giovanni Guareschi, Gabriele Baldini, Sergio Saviane, Alberto Bevilacqua, Pier Paolo Pasolini, Giancarlo Fusco.
- Una seconda epoca, della 'maturità' intellettuale di questa branca della critica (copre gli anni ottanta fino ai primi anni novanta; critici televisivi di questo periodo sono stati essenzialmente ancora Ugo Buzzolan e Ivano Cipriani e poi Beniamino Placido, Omar Calabrese, Sandro Bolchi, Enrico Vaime, Oreste Del Buono.
- Una terza epoca, che ha consolidato la critica in un periodo di grande trasformazione del mezzo televisivo, che va dagli anni novanta agli anni duemila. Critici in auge in un periodo che ha privilegiato le cronache alle recensioni puramente intese: Aldo Grasso; Norma Rangeri.

- Dopo il Duemila si diffonde la critica di massa su Internet, tra cui le esperienze dei blog dedicati alla televisione.

## Studi
Come materia di studio la critica televisiva prevede, a livello universitario, la laurea magistrale in storia e critica della televisione.
In Italia, interna al Premio Flaiano vi è una sezione dedicata alla premiazione di critici televisivi.